# Voleró Publili
|  | Per a altres significats, vegeu «Voleró Publili Filó». |

Voleró Publili (llatí: Volero Publilius) va ser un tribú romà. Formava part de la gens Publília, una antiga família romana d'origen plebeu.
Havia servit amb distinció com a primer centurió i després de deixar el servei el van cridar a files com a simple soldat i va refusar obeir (473 aC). Els cònsols van ordenar als lictors la seva detenció, però es va resistir i va tenir el suport del poble. Els cònsols van ser expulsats del Fòrum i davant dels aldarulls el Senat es va veure obligat a actuar.
Per l'any següent Publili, que s'havia fet molt popular per la seva actitud valenta, va ser escollit tribú de la plebs (472 aC), però no va portar a judici als magistrats de l'any anterior com alguns esperaven, i va dedicar els seus esforços a assegurar la lliure elecció dels tribuns que abans eren elegits als comicis centuriats on dominaven els patricis, i volia transferir-ho als comicis tribunats. No ho va aconseguir però l'any següent, el 471 aC va ser reelegit tribú i junt amb el seu col·lega Gai Letori va proposar que les tribus havien d'elegir els edils i els tribuns i que els comicis tribunats podrien discutir de qualsevol afer i no sols els que afectaven els plebeus (Lex Publilia Laetoria). Els patricis, amb el cònsol Api Claudi al capdavant, s'hi van oposar per la força, però no van poder impedir l'aprovació de la llei. Es creu que llavors el nombre de tribuns va passar a cinc (abans eren dos).